# Wörther Kreuz
Het Wörther Kreuz is een verkeersknooppunt bij de stad Wörth am Rhein in de Duise deelstaat Rijnland-Palts.
Het knooppunt verbindt de A 65, de B9, B 10 en de L540 op elkaar aan,.

## Type knooppunt
Het knooppunt is een klaverbladknooppunt met fly-over.

## Richtingen knooppunt
| Aansluitende wegen  | Aansluitende wegen | Aansluitende wegen | Aansluitende wegen | Aansluitende wegen |
| ------------------- | ------------------ | ------------------ | ------------------ | ------------------ |
|                     |                    | Wörth am Rhein     |                    |                    |
|                     |                    |                    |                    |                    |
| Landau in der Pfalz | Karlsruhe          |                    |                    |                    |
|                     |                    |                    |                    |                    |
|                     |                    | L540 Hagenbach     |                    |                    |